# 地震光
地震光（じしんこう、Earthquake luminescence, EQL）とは、テクトニクスの力、地震活動、火山噴火が起きている地域もしくはその近くの空に現れるといわれる光の大気現象である。懐疑主義者は、この現象の理解が不十分であり、報告された目撃情報の多くが平凡な原理により説明できてしまうと指摘している。

## 外観
地震が発生している間に光が現れると報告されているが、1975年のKalapana地震に関する報告書のように地震の前後に光の報告があるものもある。これらは白から青みを帯びた色で、形はオーロラに似ていると報告されているが、時折もっと広い色スペクトルを有すると報告されている。光は数秒間見ることができると報告されているが、数十分続くとも報告されている。震央から見ることができる距離も様々であり、1930年の北伊豆地震では震央から最大110kmの場所で光が報告された。2008年の四川大地震では、震央から北東約400kmに位置する天水市で地震光が報告されている。
2003年のメキシコのコリマ地震では、地震が起こっている間に空にカラフルな光が見られた。2007年のペルー地震では、海上の空で光が見られ、多くの人々により撮影された。この現象は2009年のラクイラ地震や2010年のチリ地震でも観察され、フィルムに収められている。2011年4月9日の桜島の噴火の際にも、これがビデオ映像として記録されている。1888年9月1日に起きたニュージーランドのアムリ地震でも報告されており、このとき光はReeftonで9月1日の朝に観察され、9月8日に再び観察された。
この現象のビデオに記録された最近の出現は、2014年8月24日にカリフォルニア州ソノマ郡、2016年11月14日にニュージーランドのウェリントンで雷のような青い閃光が夜空に見られた。2017年9月8日、チアパス州のピヒヒアパン近くで起きた8.2マグニチュードの地震で、740km離れたメキシコシティで多くの人がこの現象を目撃したことが報告されている。
地震光の出現は、マグニチュード5以上の高いマグニチュードの際に発生すると思われる。また、地震が起こる前に黄色の玉状の光が現れている。

## 種類
地震光は出現時刻に基づいて2つの異なるグループに分類することができ、
1. 一般に地震前数秒から数週間に発生するプレサイスミックEQL
2. 震央付近（地震誘導応力）もしくは地震波列の通過中、特にS波の通過中の震央から離れたところ（波誘導応力）に発生するコサイスミックEQL

がある。より低いマグニチュードの余震のEQLは珍しいと思われる。

沈み込み帯環境（すなわちアンデス型）における造山構造環境でのプレート間内の正孔伝播の簡易モデル。垂直方向（地形の起伏）は明確化のため誇張されている。+は正孔、e′は電子

## 考えられる説明
地震光の研究は進行中であり、このようにいくつかのメカニズムが提案されている。正孔モデルはその1つである。
いくつかのモデルでは、地震前・地震時に高い応力がかかり、いくつかの種類の岩石（ドロマイト、流紋岩など）のペルオキシ結合が破壊されることにより起こる酸素が酸素陰イオンになるイオン化がEQLの生成に関与していることが示唆されている。イオン化の後、イオンは岩石中の亀裂を通り上に上がる。一度それらが大気に達すると、空気のポケットをイオン化して光を放射するプラズマを形成する。実験室での実験では、高い応力レベルが印加された際に岩石中の酸素がイオン化することが確認されている。研究は、断層の角度が地震光発生の可能性に関係あることを示唆しており、地震光が多く発生する裂け目の環境では副垂直（ほぼ垂直）断層がある。
1つの仮説では、石英を含む岩石の地殻運動により圧電的に作られた強い電場を伴うものもある。
もう1つ考えられる説明は、近く応力の領域における地球の磁場および/また電離層の局所破壊であり、これの結果として低高度および大きな気圧における電離層放射再結合もしくはオーロラとして観測されるグロー効果が生じる。しかし、この効果はすべての地震においてはっきりせず、明確に観察されておらず、未だ実験的には直接実証されていない。
アメリカ物理学会の2014年3月大会では、地震の際に明るい光が現れることがある理由に可能な説明を与えるための研究が行われた。研究によると、同じ材料の2層がお互いに擦れ合うと電圧が発生すると述べている。調査を行ったラトガーズ大学のTroy Shinbrot教授は、地球の地殻を模すために異なる種類の穀物を用いて実験を行い、地震発生をエミュレートした。「穀物が開いたとき、正の電圧スパイクを測定し、閉じたときに負の電圧スパイクを測定した」この亀裂により電圧が空気中に放出され、空気中に電圧が印加、空気が帯電し明るい電気光が生成される。行われた研究によると、この電圧スパイクは行われた全ての材料で毎回生成された。この事象の理由は明らかになっていないが、Troy Shinbrot教授は摩擦発光という現象を参照した。研究者たちはこの現象の根底に達することで、地震学者が地震をより予測できるようにするための情報を多く提供できることを望んでいる。

## 批判
Brian Dunningによると、研究者たちは地震光の「確認された観測」がないことを心配する必要がある。それらが起こった時や場所に一貫性がないのは危険である。それが「1つで、既知で、証明された現象ではない」可能性がある。しかし、YouTubeのようなサイトが現れてから、かなりの量のビデオ映像が上がっている（1つの例として2017年のメキシコ地震）。ただし一貫性のある説明はなされていない。「驚異的な量の文献がある... これらの論文のほとんどは合意点がない... 私はこれらの熱心な研究者のうち何人がハイマンの定言命法『説明するものがあると確信を持つまで、何かを説明しようとするな』を知っているのかと疑問に思わざるを得ない」Dunningの最終的な結論は「ちゃんとした証拠が保留」になるまで地震光の主張に対しては懐疑的である。
Robert Sheafferは、多くの懐疑主義者と科学ブロガーが、主張のソースを調べたり光とは何かについての基礎研究をしたりせずに地震光を本当の現象として受け入れていることに驚いたと書いている。彼のブログBad UFOで、人々が地震光であると主張するものの例が示されており、次に同じように見える彩雲の写真を示している。彼は「『地震光』がどのように変化するかは実に注目すべきことです。時には小さな球体で山を登っているように見え、時に稲妻のように見えます。彩雲のように見えるときもあります。地震光は、あなたが熱心に証拠を求めているとき、まったく同じように見えてしまうかもしれない」と述べている。
Sharon Hillは、地震光には科学がなく、充分な研究がなされていないと書いている。全ての地震が同じではなく、「拡大」と「圧縮」断層が「地表面下と同様に地表面上で異なる挙動」を生じさせる可能性があると述べている。彼女は、懐疑主義者がなぜこの「信頼性がなく、再現性がなく、不十分な説明のために」起こるかもしれないことを確認するのに消極的であるのかを理解している。また、可能性としては「強い地震が電気配線を壊し、変圧器を爆発させている」というものがある。地震に関する電気信号の研究が増えれば、この現象をより深い理解が得られるだろう。